# جو-آن: نفرین
جو-آن: نفرین (انگلیسی: Ju-On: The Curse) فیلمی در ژانر ترسناک به کارگردانی تاکاشی شیمیزو است که در سال ۲۰۰۰ منتشر شد. از بازیگران آن می‌توان به چیاکی کوری‌یاما، تاکاکو فوجی، و یومی یوشیوکی اشاره کرد.

## خلاصه داستان
شوهر به خاطر حسادت به زنش، که عاشق معلمی از دبیرستانی که در آن درس می‌داد شده بود، زن و بچه اش را به طور وحشیانه‌ای به قتل رساند و …